# Lo Sghorbit
Lo Sghorbit, ovvero Alla ricerca del tesoro dei tranelli (The Soddit) è un romanzo di Adam Roberts (che si firma A.R.R.R. Roberts), scritto nel 2003 e pubblicato in Italia nel 2004 da Fanucci.
Parodia di Lo Hobbit di J.R.R. Tolkien, il romanzo è ambientato nella Terra di Tramezzo.

## Trama
Il protagonista, lo sghorbit peloso Dildo Babbins, dormiglione e avaro fino all'inverosimile, incontra lo stregone Gondolf (sordo come una campana) che, seguito da 13 nani, vuole riconquistare un tesoro, o meglio un tessssssssoro, custodito dal drago Snob.
O almeno così dicono... in realtà la sordità di Gondolf e il fatto che perda i capelli e la barba e che sputi fuoco sono chiari indizi della sua trasformazione in drago, egli dovrà incontrare un suo simile... Incapperanno anche in oggetti come la "Cosa°" di Salmon e la pietra latrante e in creature come l'Uomo-orso Beone (che in realtà non si trasforma, è solo molto ubriaco e fissato col miele), il sindaco di Pontelagocurto, Lord Lard e l'elfo Elfbrook (parodia di Elrond).

## Edizioni
- A.R.R.R. Roberts, Lo Sghorbit, ovvero Alla ricerca del tesoro dei tranelli, Fanucci, 2004,  pp. 251, cap. 12, ISBN 88-347-0984-5.